# Tessy Ebosele
Tessy Ebosele (Marroc, 28 de juliol de 2002) és una atleta basca-nigeriana.
Arribà a Europa amb un any i mig, en pastera, a braços de sa mare. L'any 2019 superà totes les marques d'Espanya en salt, però no computaren en no disposar de la nacionalitat. El 18 de juliol de 2021 guanyà la medalla d'argent a la competició de salt de llargada del Campionat d'Europa d'atletisme sub-20 disputat a Tallinn. Tot i competir de forma extraordinària en aquesta disciplina, assolí una millor marca de 6,63 metres, batent així el rècord d'Euskadi absolut. Un mes després, el 20 d'agost de 2021, tornà a obtenir el subcampionat però en aquella ocasió en la prova de triple salt del Campionat del Món d'atletisme sub-20, disputat a Nairobi, establint alhora la seua millor marca personal fins a la data: 13,63 metres.